# La carroza de oro
La carroza de oro (Le Carrosse d'or en francés) es una película francesa de 1952 dirigida por Jean Renoir que cuenta la historia de un grupo de cómicos italianos que llegan al Nuevo Mundo (Sudamérica) del siglo XVIII. El guion fue escrito por el propio Renoir  además de Jack Kirkland, Renzo Avanzo y Giulio Macchi que está basado en la novela Le Carrosse du Saint-Sacrement de Prosper Mérimée. El film está protagonizada por Anna Magnani, Odoardo Spadaro y Duncan Lamont. 

## Sinopsis
Un grupo de cómicos italianos llega al Perú en el siglo XVIII. El jefe de la ciudad, el virrey, ha comprado una fabulosa carroza de oro de Europa. Durante la primera representación de teatro Camilla conoce al torero, que se enamora de ella. También esa noche, su compañía es invitada a actuar en la casa del virrey. Cuando éste ve la representación, se enamora de Camilla y le ofrece su carro de oro. 
Al final Camilla tiene que decidir entre el amor de tres hombres: el virrey, el torero y un oficial del ejército.

## Producción
El film fue filmado en los estudios de Cinecittà en Roma. Esta coproducción franco-italiana fue filmada en 13 localizaciones entre Italia y Francia. Es una de las películas que Jean Renoir hizo para la televisión. 